# NGC 7385
NGC 7385 is een elliptisch sterrenstelsel in het sterrenbeeld Pegasus. Het hemelobject werd op 18 oktober 1784 ontdekt door de Duits-Britse astronoom William Herschel.

## Synoniemen
- UGC 12207
- MCG 2-58-17
- ZWG 430.15
- PGC 69824